# Mâliâraq Vebæk
Marie (Mâliâraq) Athalie Qituraq Vebæk, född Kleist 20 april 1917 i Narsarmijit, död 25 februari 2012 i Søborg, var en grönländsk lärare, journalist och författare. Hon var den första kvinnan på Grönland som fick sina böcker utgivna.

## Biografi
Mâliâraq Vebæk växte upp i en kyrklig familj. Fadern, Hans Hoseas Josva Kleist (1879-1938), var kateket, politiker och psalmförfattare. Han var även ledamot i Sydgrönlands landsråd. Morfadern, Jens Chemnitz, var en av de första som prästvigdes på Grönland. Modern var Bolette Marie Ingeborg Chemnitz (1888-1957). Efter folkskolan blev Mâliâraq Vebæk 1932 antagen till den nyupprättade flickskolan i Aasiaat och två år senare fick hon genom organisationen Komitéen for Grønlænderinders Uddannelse möjlighet att utbilda sig i Danmark. Hon bodde då hos dåvarande kyrkoministern Thorvald Povlsen. Hon tog sedan lärarinneexamen från Th. Langs Seminarium i Silkeborg 1939 och återvände till Grönland. Där arbetade hon som lärare i Ilulissat, Aasiaat och Paamiut.
Efter andra världskrigets slut gifte hon sig med museiinspektören Christen Leif Pagh Vebæk och flyttade med honom till Danmark. Hon följde ofta med sin man till Grönland när han deltog i arkeologiska utgrävningar där. Hon började själv göra efterforskningar i grönländsk berättar- och sångtradition och återgav flera av dem i både grönländska och danska tidningar. Hon tog sedan under 1950-talet arbete som tolk, översättare och recensent av grönländsk litteratur på bl.a. Grønlands Radio. Hon medverkade även i arbetet med rapporten Grønlændere i Danmark 1971-72/Kalâtdlit Danmarkime.
Vebæk författardebuterade 1981 med romanen Búsime nâpinek, som skildrar ett olyckligt äktenskap mellan en dansk man och en grönländsk kvinna. Den fick stort genomslag på Grönland. Uppföljaren Ukiut trettenit qaangiummata gavs ut 1992 och skildrar dottern till huvudkaraktären Katrine i den förra boken och hennes kamp mot rasismen i Danmark. Hon skildrar dessutom de grönländska kvinnornas historia i boken Navaranaaq allallu (1990).